# Бариатрия
Бариатри́ческая хирурги́я, бариатри́я (от др.-греч. βάρος «вес, тяжесть» + ἰατρεία «лечение») — раздел хирургии, занимающийся лечением ожирения.
Термин «бариатрия» в целом можно использовать по отношению к любым способам снижения лишнего веса (например, соблюдением диеты или медикаментозным лечением) однако исторически сложилось так, что когда говорят о бариатрических методиках, прежде всего имеют в виду хирургию лишнего веса.
Бариатрию иногда называют также метаболической хирургией — в результате бариатрической операции не только снижается масса тела, но и нормализуется уровень гормонов, выработка которых связана с работой кишечника.

## Показания к бариатрическим операциям
Хирургическое лечение ожирения применяется по показаниям, выработанным международными ассоциациями бариатрических хирургов и эндокринологов (IFSO):
- индекс массы тела более 35 кг/м²;
- наличие и прогрессирование сопутствующих заболеваний на фоне ожирения;
- рефрактерность к терапевтическим методам лечения.

## Противопоказания к операциям
Основные противопоказания к операциям:
- серьезные общие заболевания, являющиеся противопоказанием к общей анестезии;
- беременность и лактация;
- психические заболевания в анамнезе;
- алкоголизм и наркомания.

## Виды операций
Основные виды бариатрических операций:
- бандажирование желудка — процедура, при которой на верхнюю часть желудка устанавливается регулируемый силиконовый бандаж. Он сужает желудок, создавая маленькую «манжету», которая ограничивает количество пищи, которое пациент может съесть за один прием пищи. Эта операция способствует постепенному снижению массы тела, так как пациент начинает чувствовать насыщение быстрее и в меньших количествах пищи. Бандаж можно регулировать, что позволяет контролировать скорость потери веса. Каждая из этих операций имеет свои показания, преимущества и ограничения, и выбор метода зависит от индивидуальных особенностей пациента и рекомендаций врача;
- гастрошунтирование — один из самых популярных методов бариатрической хирургии, который заключается в создании шунта, соединяющего верхнюю часть желудка с тонкой кишкой, что позволяет уменьшить объем желудка и ограничить всасывание пищи. Эта операция помогает снизить массу тела, улучшить обмен веществ и снизить риск заболеваний, связанных с ожирением, таких как диабет 2 типа, гипертония и сердечно-сосудистые заболевания;
- рукавная резекция желудка — метод, при котором удаляется большая часть желудка, оставляя узкую трубку, похожую на рукав. Эта операция уменьшает объем желудка и ограничивает количество пищи, которую человек может съесть, что способствует снижению массы тела. Также она влияет на гормоны, регулирующие аппетит, что помогает пациентам контролировать свою массу тела.

Другие (используются реже):
- илеотранспозиция — перемещение участка подвздошной кишки в проксимальные отделы тонкой кишки[2];
- SADI (одноанастомозное дуоденоилеошунтирование) — двенадцатиперстная кишка отсекается дистальнее пилорического жома и эта культя соединяется с подвздошной кишкой[2];
- интерпозиция тонкой кишки[3].

Липосакция и абдоминопластика не являются бариатрическими операциями и для целей снижения веса не применяются.
Бариатрические операции можно разделить на группы по целям:
- рестриктивные (гастроограничительные) операции направлены на уменьшение размеров желудка, это регулируемое бандажирование желудка, вертикальная гастропластика и продольная (рукавная, вертикальная) резекция желудка[2];
- мальабсорбтивные шунтирующие операции, при которых создаётся обходной путь для пищи мимо части тонкой кишки, они снижают всасывание питательных веществ в желудочно-кишечном тракте[2];
- комбинированные операции, сочетающие оба принципа — гастрошунтирование по Ру, билиопанкреатическое шунтирование по Hess-Marceau[2].

При бандажировании на верхнюю часть желудка накладывается кольцо, сжимающее желудок и дающее пациенту ощущение его наполненности, для бандажа обычно используется манжета из силикона. Бандажирование желудка — самое технически простое вмешательство среди всех бариатрических операций. Вместе с тем оно же является самым сложным и трудным в плане организации послеоперационного периода. Бандажирование позволяет добиться снижение избыточной массы тела на 50—60 %. Эта операция дает только временный эффект и почти всегда приводит к развитию дилятации пищевода (он расширяется и плохо работает). 
При рукавной резекции большая часть желудка удаляется, а из оставшейся части формируется тонкая трубка (рукав). Такой желудок вмещает совсем мало пищи, и кроме этого, тонкий рукав служит препятствием для свободного прохождения пищи. Операция является анатомически необратимой в отношении желудка, так как при этом удаляется до 90 % его тела, вместе с тем при ней возможен обратный набор веса.
При желудочном шунтировании желудок прошивается микроскопическими титановыми скрепками, тем самым он разделяется на два отдела: маленький, объёмом 50 мл, и большой (остальной желудок). К маленькому желудку подшивается тонкая кишка коротким путём. Таким образом, человек после этой операции может съесть совсем мало, более того, значительная часть съеденной пищи проходит по короткому пути, тем самым снижается всасывание питательных веществ. Эта операция дает 80 % снижение избыточной массы тела. Большим преимуществом операции желудочного шунтирования является ее обратимость, поскольку при ней не производится удаление органов и тканей, а только изменяется путь прохождения пищи.
При билиопанкреатическом шунтировании желудок также прошивается скрепками и к полученному малому желудку подшивается тонкая кишка. Отличия от желудочного шунтирования заключаются в том, что объём малого желудка составляет не 50, а 200 мл, но самое главное, что тонкая кишка подшивается по совсем короткому пути — так, что для всасывания жиров остается всего около 50 см тонкой кишки. Поэтому ведущим механизмом снижения веса при этой операции является очень существенное снижение всасывания питательных веществ. В современной модификации билиопанкреатического шунтирования SADI для переваривания пищи и всасывания питательных веществ оставляют общую петлю 2,5 м. Операция дает 90 % снижение избыточной массы тела.
Шунтирующие операции могут приводить не только к снижению массы тела, но и к метаболическим изменениям. После операции могут значительные измениться уровни кишечных гормонов. Кишечная мальабсорбция, вызываемая шунтирующими операциями, приводит к снижению интенсивности всасывания глюкозы, что снижает стресс β-клеток в островках Лангерганса. Снижение уровня жирных кислот в крови в результате уменьшения всасываемости жиров ведёт к повышению чувствительности тканей к инсулину.

## Лечение сахарного диабета 2-го типа
До сих пор нет консервативных методов лечения, с помощью которых можно добиться излечения сахарного диабета 2-го типа. Высокие шансы на полное излечение дает метаболическая хирургия методами желудочного и билиопанкреатического шунтирования. Эти операции применяются для радикального лечения избыточного веса. У пациентов с избыточным весом часто встречается диабет 2-го типа в качестве коморбидной патологии. К 1995 году были получены данные, что выполнение бариатрических операций шунтирования не только приводит к нормализации веса, но и 80—98 % случаев полностью излечивает диабет. Этот факт послужил отправной точкой исследований о возможности использования такой метаболической хирургии для радикального лечения сахарного диабета 2-го типа у пациентов не только с ожирением, но и с нормальным весом и при наличии умеренного избытка массы тела (с ИМТ 25-30).
Ранее учёные полагали, что снижение массы тела является ведущим механизмом в нормализации гликемии. Однако оказалось, что нормализация гликемии и гликированного гемоглобина происходит почти сразу после выполнения желудочного или билиопанкреатического шунтирования, ещё до того, как начинает снижаться масса тела. Ныне основная гипотеза гласит, что главным механизмом действия операции является выключение двенадцатиперстной кишки из переваривания пищи. При операции желудочного шунтирования пища направляется прямо в подвздошную кишку. Прямое воздействие пищи на слизистую подвздошной кишки приводит к секреции глюкагоноподобного пептида-1 (GLP-1), который относится к инкретинам и важен в метаболизме глюкозы. (Он стимулирует выработку инсулина при наличии повышенного уровня глюкозы, стимулирует рост бета-клеток в поджелудочной железе, тогда как при диабете 2-го типа повышен апоптоз бета-клеток, также GLP-1 блокирует глюкагон-стимулированную продукцию глюкозы в печени и способствует чувству насыщения путём стимуляции дугообразного ядра гипоталамуса.).

### Операция желудочного шунтирования
Операция желудочного шунтирования насчитывает более чем 50-летнюю историю. Позитивное влияние данного типа метаболической хирургии на течение сахарного диабета неоднократно подтверждено многочисленными клиническими исследованиями, в которых изучались отдаленные результаты операций, направленных на снижение избыточной массы тела. Было показано, что полное излечение диабета отмечено у 85 % пациентов после желудочного шунтирования и у 98 % после билиопанкреатического шунтирования. Эти пациенты смогли полностью отказаться от любой медикаментозной терапии. У оставшихся 2—15 % была отмечена существенная положительная динамика в виде снижения дозировок противодиабетических препаратов. Изучение отдаленных результатов показало, что смертность от осложнений сахарного диабета в группе, где было выполнено желудочное шунтирование, была на 92 % ниже, чем в группе, где проводилось консервативное лечение.